# Solrød
Solrød é um município da Dinamarca, localizado na região oriental, no condado de Roskilde.
O município tem uma área de 40 km² e uma  população de 20 339 habitantes, segundo o censo de 2004.